# Koh Tonsay
Pour les articles homonymes, voir Île aux lapins et KOH (homonymie).
Koh Tonsay, ou l’île aux lapins, est une petite île cambodgienne touristique située au large de Kep, non loin de la frontière avec le Vietnam, dans le golfe de Thaïlande.